# Коттен, Михаил Фридрихович
Михаил Фридрихович фон Коттен (29 сентября 1870 — 4 марта 1917) — русский полицейский администратор, генерал-майор Отдельного корпуса жандармов.

## Биография
Окончил Полоцкий кадетский корпус, 1-е Павловское военное училище и Николаевскую Академию Генштаба по 1-му разряду. 01.09.1889 выпущен в 27-ю артбригаду.
С 10.08.1889 — подпрапорщик, с 10.08.1890 — подпоручик, с 10.08.1894 — поручик, с 13.07.1897 — штабс-капитан, с 20.08.1901 — ротмистр, с 06.12.1906 — подполковник.
С 04.02.1901 — помощник старшего адъютанта окружного артиллерийского управления Виленского ВО.
С 22.02.1904 по 19.03.1905 — в распоряжении Санкт-Петербургского градоначальника.
С 29.03.1905 — в распоряжении Санкт-Петербургского градоначальника с прикомандированием к Санкт-Петербургскому Губернскому жандармскому управлению (ГЖУ).
05.04.1907—29.12.1909 — начальник Московского, с 29.12.1909 по 1914 — Санкт-Петербургского охранных отделений; .
08.05.1909 подвергся покушению со стороны бывшего эсера М. Рипса, завербованного для работы за границей в качестве агента.
В 1914 году некоторое время был начальником штаба Кронштадтской крепости, затем секретно командирован в Германию и Австрию, позднее в Финляндию, для организации контрразведки. Руководил резидентурой российской военной разведки — «организацией № 31», действовавшей против Австро-Венгрии с территории Швейцарии, под псевдонимом Викторов, был арестован в августе 1914 года и выслан во Францию.
После возвращения в Россию служил начальником штаба Кронштадтской крепости. После Февральской революции 1917 года арестован, 4 марта 1917 года
убит толпой близ Гельсингфорса.